# Salvador Figuera
Salvador Figuera (segle XVIII - Barcelona, 14 de maig de 1759) fou prevere, compositor i a partir del 1734 fou mestre de capella de Santa Maria del Mar, de Barcelona.
A partir de 1745, tot i ser-ne titular, en va ocupar la plaça Pau Montserrat segurament pel seu estat de salut.
És autor de música religiosa, entre la qual es destaquen els oratoris Saúl convencido por David, San Magín i dos de tema marià. També escriví tonos i villancets.

## Obres
Es conserven 5 peces seves de entre 1734 i 1759 al CMar (Fons Musical de la Parròquia de Sant Pere i Sant Pau de Canet de Mar).
- Tono per a 1v i instr en Re M

- Villancet per a 6 v i instr en Do M
- Villancet per a 6 v i instr en Sib M
- Villancet per a 8 v i instr en Sib M